# Prunus angustifolia
Prunus angustifolia, hay còn gọi là mận Chickasaw, mận Cherokee, mận cát, là một loại cây bụi thuộc chi Mận mơ có nguồn gốc từ vùng Bắc Mỹ. Nó đã được trồng bởi người Mỹ bản địa trước khi có mặt người châu Âu. Từ angustifolia trong tên của loài này chỉ đến những chiếc lá hẹp của nó.

## Phân bổ
P. angustifolia có mặt ở phần lớn miền đông và miền trung Hoa Kỳ, từ phía tây Florida đến tận New Mexico và Colorado, phía bắc tới Nebraska, Illinois và New Jersey, một vài quần thể bị cô lập ở miền bắc Michigan. Chúng được tìm thấy trên các thảo nguyên, rừng thưa hoặc vùng bìa rừng, ven đường. Đây là loài có nguy cơ tuyệt chủng ở bang New Jersey.

## Mô tả

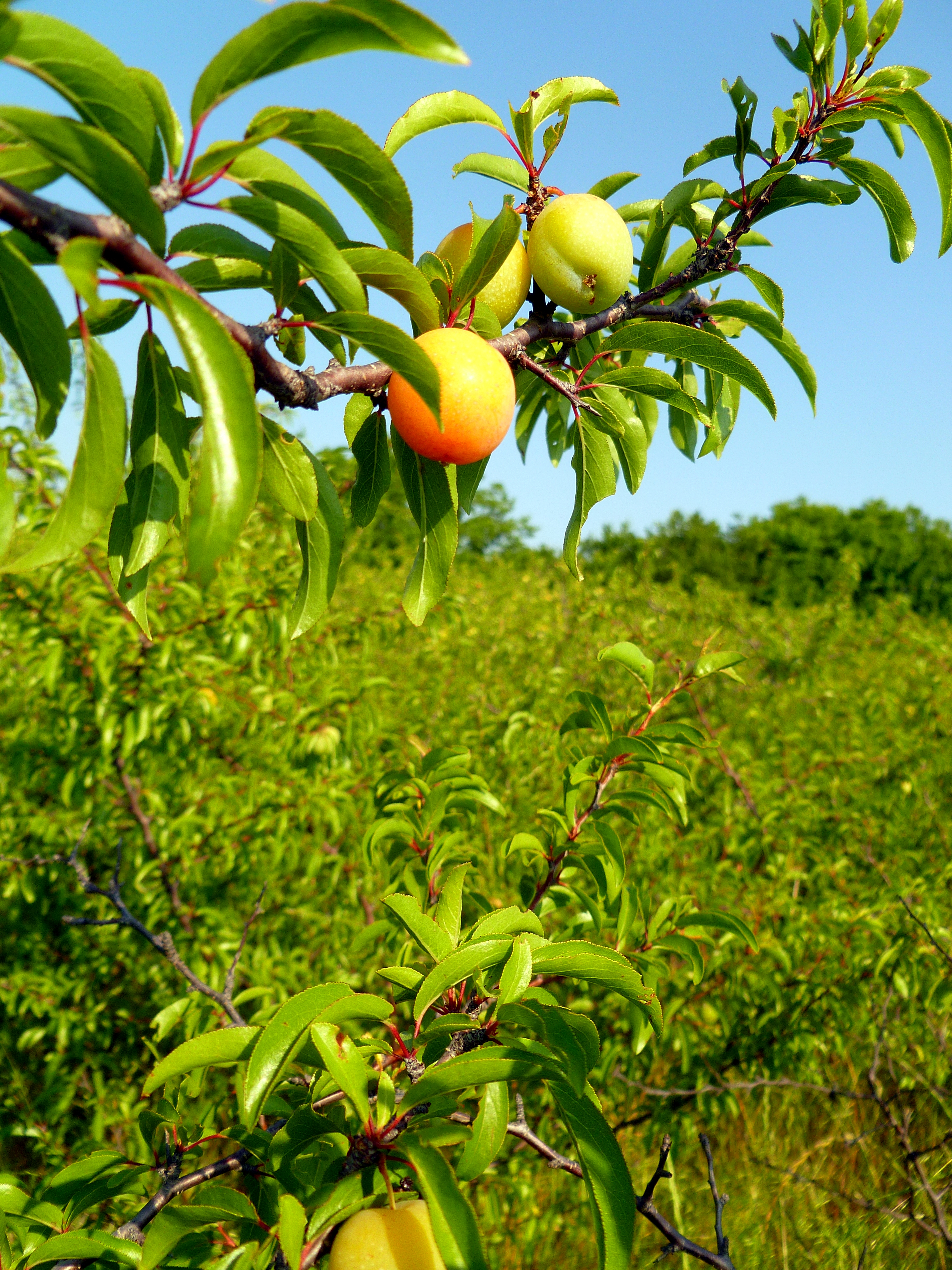
Trái chín của Prunus angustifolia

P. angustifolia mọc cao khoảng 3 - 6 mét, tán rộng 4 - 6 mét, rất nhiều cành nhánh. Vỏ cây gần như đen hoàn toàn, có vảy. Cành nhánh của nó có màu hơi đỏ, đầy gai. Từ tháng 2 đến tháng 5, là mùa P. angustifolia trổ những bông hoa màu trắng rất đẹp, đường kính 8 – 9 mm, dài tới 25 mm. Quả của nó trông như những trái anh đào, có vị khá chua khi chín vào cuối hè, màu vàng cam.
Loài này không cần nhiều nước, nhưng cần nhiều nắng. Nơi càng có nhiều nắng thì chúng sẽ lan rộng càng nhanh hơn, dày đặc cả một khu, ngược lại khi ở trong bóng râm. Chúng có thể phát triển trên những vùng đất khô cằn, đất mềm hoặc cát (vì thế mà có tên "mận cát").
P. angustifolia rất khó phân biệt với Prunus umbellata, vì thế nó dễ dàng lai tạp với loài này.

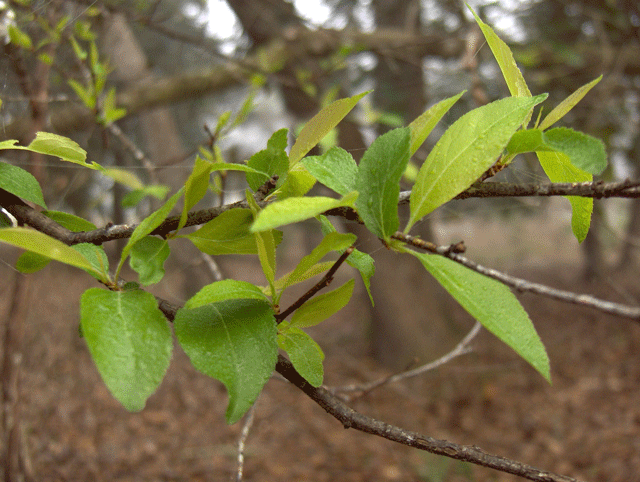
Lá của Prunus angustifolia

## Sử dụng
P. angustifolia thường được trồng làm cảnh trong vườn. Vì những cành thanh mảnh và lá khá nhỏ nên chúng được trồng làm cây bonsai. Những bụi cây dày đặc trong tự nhiên là nơi lý tưởng để loài chim làm tổ. Chúng nằm dọc theo những đường cao tốc ở phía nam Hoa Kỳ. Quả của chúng cũng được các loài vật ưa thích. Vị chua của nó nên con người ít ăn tươi, được chế biến làm mứt.